# Niveau laser
Pour les articles homonymes, voir Niveau (outil).
Le niveau laser est un instrument utilisé principalement dans la construction et les travaux publics. Il en existe deux types différents.

## Appareil rotatif

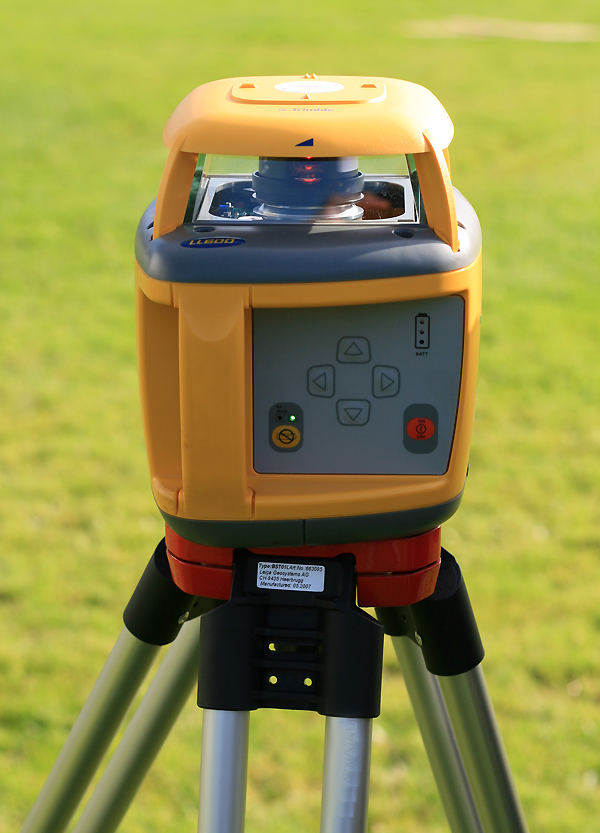
Un laser tournant.

Il est couramment appelé « laser tournant  ». On l'utilise fixé sur un trépied. Un tel appareil commence par se mettre de niveau  grâce à un système de masselotte et de pendule.  Puis il émet en continu un faisceau laser en rotation permanente, qui permet de visualiser un plan horizontal de référence.
Les modèles les plus simples ne visualisent ainsi qu'un seul plan. Par simple différence avec ce plan, l'utilisateur détermine les autres plans horizontaux dont il a besoin. D'autres modèles permettent de visualiser directement plusieurs plans horizontaux.
En outre certains niveaux laser sont « à une pente », ce qui signifie qu'après les avoir orientés selon un axe, on peut incliner le plan décrit par le laser dans le sens de l'axe. Les plus élaborés sont « à deux pentes » ce qui signifie qu'on peut aussi les régler en dévers. Ces appareils sont également « automatiques ».
L'usage de ces appareils peut enfin être complété par un accessoire électronique à fixer sur une mire. Il est muni d'un récepteur qui détecte quand il est frappé par le rayon laser, et qui indique par un signal visuel et sonore si le repère réglé par l'opérateur est au-dessus ou en dessous du laser. Il a été inventé en 1960.

## Laser d'alignement
Un « laser d'alignement » est utilisé pour la réalisation d'ouvrages rectilignes, notamment pour des canalisations d'eau pluviales ou eaux usées. Il se pose sur un élément en construction ou sur un plan fixe ; sa mise en place est facilitée quand il est équipé d'une télécommande qui permet de modifier le réglage de pente, mais surtout d'alignement.

## Autres niveaux laser

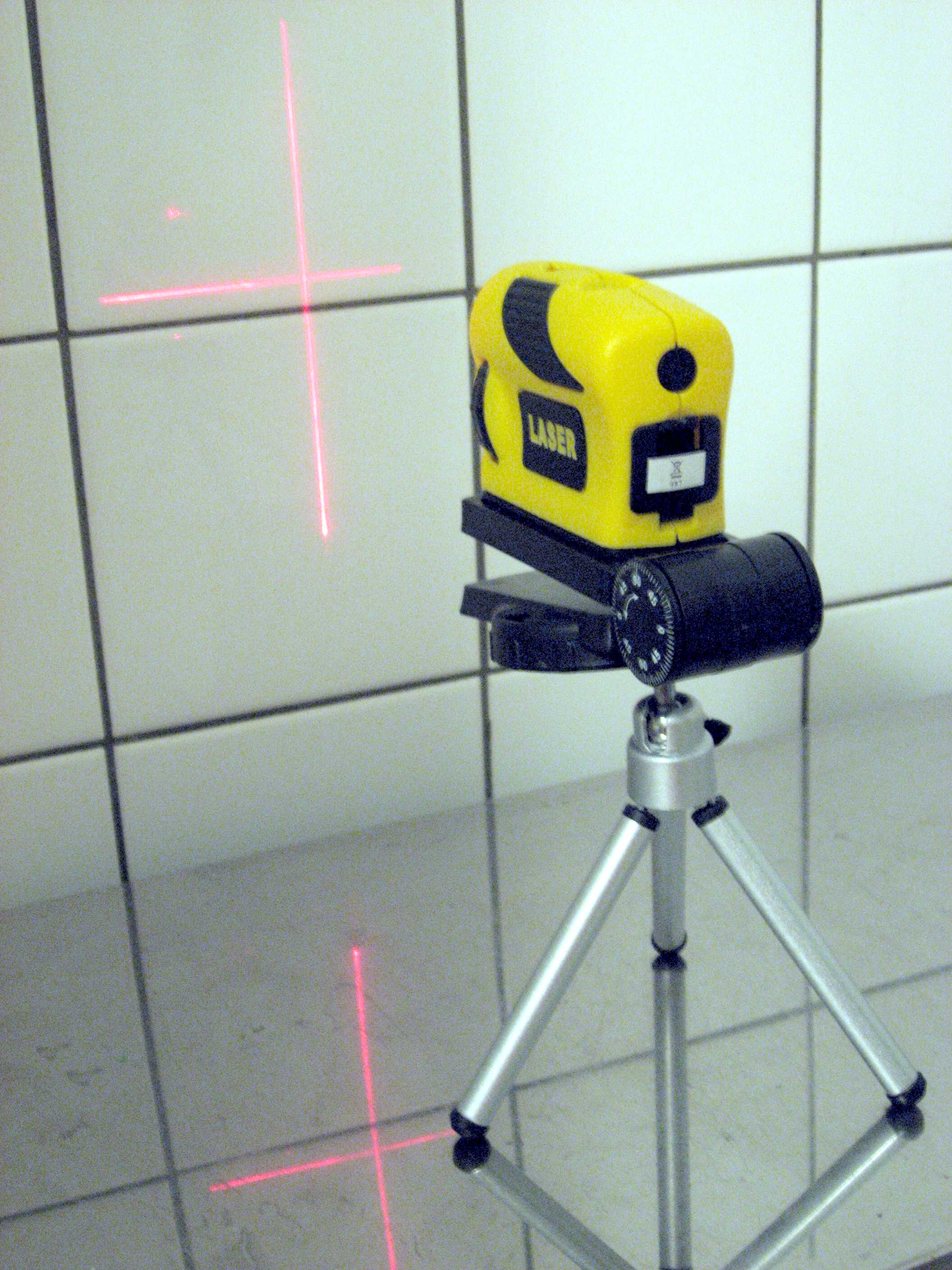
Un petit laser pour aligner des éléments d'aménagement intérieur

Certains appareils laser sont adaptés pour guider un outil (scie sauteuse par exemple) et pour déterminer des alignements lors de travaux d'aménagement et de décoration. Dans ce cas, une diode laser de faible coût est associée à une lentille cylindrique afin de former un plan illuminé. La verticalité de l'ensemble est assurée par un niveau à bulle.